# Paul Manship

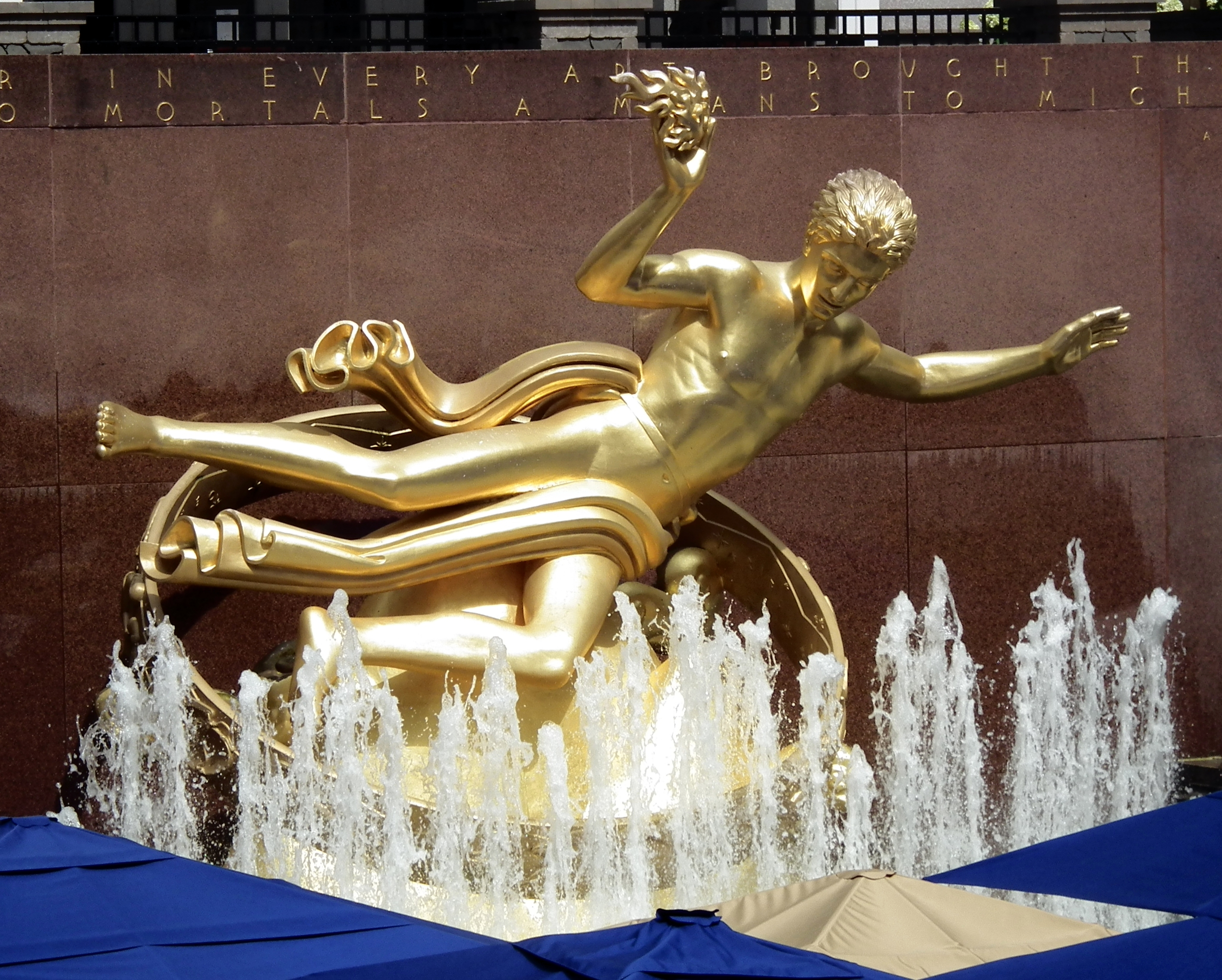
Prometheus von Paul Manship im Rockefeller Center, New York City

Paul Howard Manship (* 25. Dezember 1885 in Saint Paul, Minnesota; † 31. Januar 1966 in New York) war ein amerikanischer Bildhauer. Paul Manship gilt als wichtiger Wegbereiter des Art déco.

## Leben
Paul Manship begann seine künstlerische Ausbildung an der St. Paul School of Art in Minnesota. Anschließend setzte er sein Studium an der Pennsylvania Academy of Fine Arts in Philadelphia fort. In New York City studierte er an der Art Students League, wo er Anatomie bei George Bridgman und Modellieren bei Hermon Atkins MacNeil lernte. Von 1905 bis 1907 arbeitete er als Assistent des Bildhauers Solon Borglum, anschließend studierte er bei Charles Grafly und assistierte Isidore Konti. 1909 gewann Paul Manship den renommierten Rom-Preis, der ihm von 1909 bis 1912 einen Studienaufenthalt an der American Academy in Rom ermöglichte. Während dieser Zeit entwickelte er ein Interesse an archaischer Kunst und ließ sich von der ägyptischen, assyrischen und vorklassischen griechischen Skulptur inspirieren.
Nach seiner Rückkehr in die USA fand Paul Manships Stil sowohl bei den Modernisten als auch bei den Konservativen Anklang. Seine Vereinfachung von Linien und Details sprach diejenigen an, die über den Klassizismus hinausgehen wollten, während seine traditionelle Ästhetik konservative Kunstsammler überzeugte. Im Laufe seiner Karriere schuf Paul Manship über 700 Werke, darunter Statuen, Büsten, Denkmäler und Medaillen. Zu seinen bekanntesten Werken zählen der Prometheus-Brunnen im Rockefeller Center in New York City, die Tore des Bronx Zoo und des Central Park Zoo sowie die Skulpturen Time and Fate's Sundial und Moods of Time für die Weltausstellung 1939 in New York. 
Paul Manship war Mitglied der National Academy of Design, der National Sculpture Society und der American Academy of Arts and Letters. Von 1937 bis 1941 war er Mitglied der U.S. Commission of Fine Arts. Zu seinen zahlreichen Auszeichnungen zählen das Pierpont Morgan Stipendium, die Widener Goldmedaille der Pennsylvania Academy of Fine Arts und die Ernennung zum Chevalier der französischen Ehrenlegion.

## Werk

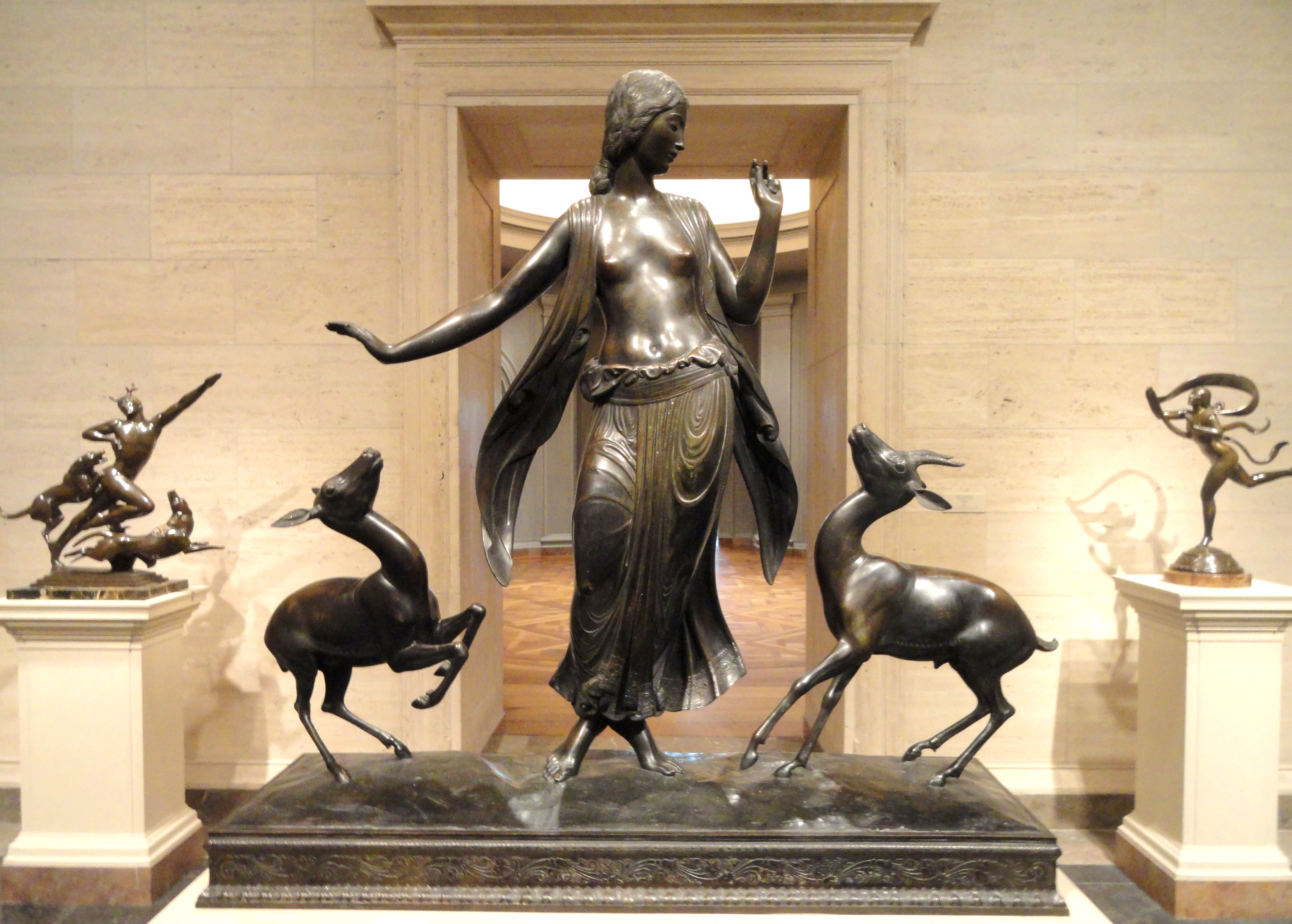
Dancer and Gazelles von Paul Manship, 1916, Bronze. National Gallery of Art, Washington

Paul Manships Werk zeichnet sich durch die Verbindung archaischer und moderner Elemente aus. Seine stilisierten Darstellungen traditioneller Formen griechischer und ostindischer Skulptur passten perfekt zum Art-déco-Stil der 1930er Jahre. Sein Prometheus-Brunnen im Rockefeller Center (1934) ist ein herausragendes Beispiel für seine Fähigkeit, mythologische Themen in einem modernen Kontext darzustellen. 